# Volume 6
『Volume 6』（ヴォリューム・シックス）は、V6の6thアルバムである。2001年8月1日にavex traxから発売された。

## 概要
初回限定盤は六角形型のアクセサリー付、ボーナストラックとして『N.S Latin Disco Edit』を収録。
アルバムのタイトルを決める際「Volume 6」と「TO THE FUTURE」が最終選考となり、テレビ番組『プレゼンタイガー』で決定された。
次のアルバム『seVen』、8枚目のアルバム『∞ INFINITY 〜LOVE & LIFE〜』はコピーコントロールCD規格で発売された。

## 収録曲
※シングル曲の解説は各シングルのページを参照のこと。
1. Hello
作詞・作曲：渡辺未来、編曲：渡辺未来・オオヤギヒロオ
  - TBS系「学校へ行こう!」エンディング・テーマ

3rdベストアルバム「SUPER Very best」Loppi･HMV盤ボーナストラック「HELLO」とは異なる。
2. Top Checker - Coming Century feat.井ノ原快彦
作詞：浦塚勝人、作曲・編曲：笹本安詞
2ndベストアルバム「Very best II」生産限定盤Bにも収録されている。
2009年-2010年開催アジアツアー「V6 ASIA TOUR 2009-2010 READY?」では、6人で披露された。
3. Ride on Love
作詞：森浩美、作曲・編曲：横山輝一
4. 夏のメモリー - 20th Century
作詞：六ツ見純代、作曲：浅田直、編曲：石塚知生
2ndベストアルバム生産限定盤A、ベストアルバム「Replay〜Best of 20th Century〜」（20th Century）にも収録されている。
5. 情熱のRainbow
作詞・作曲・編曲：PIPELINE PROJECT
6. JUST YOU CAN MAKE ME HIGH - 坂本昌行・岡田准一
作詞・作曲・編曲：AKIRA
2ndベストアルバム生産限定盤Bにも収録されている。
7. キセキのはじまり（Sunset Breath Version）
作詞：黒須チヒロ、作曲：菊池一仁、編曲：家原正樹
  - 19thシングルの1曲目のアレンジバージョン
8. X, T, C beat - 20th Century feat.三宅健
作詞：比留間徹、作曲編曲：大坪直樹
2ndベストアルバム生産限定盤Bにも収録されている。
2009年-2010年開催アジアツアー「V6 ASIA TOUR 2009-2010 READY?」では、6人で披露された。
9. CHANGE THE WORLD
作詞：松本理恵、作曲：渡辺未来、編曲：上野圭市
  - 17thシングル
10. Over Drive - 長野博・森田剛
作詞・作曲・編曲：GENEPOOL
  - 日本テレビ系「BOON!」テーマソング

2ndベストアルバム生産限定盤Bにも収録されている。
2007年開催全国ツアー「V6 LIVE TOUR 2007 Voyager -僕と僕らのあしたへ-」では、6人で披露された。
11. 愛のMelody（long long a GO! GO! MIX）
作詞・作曲：オオヤギヒロオ、編曲：CHOKKAKU
  - 18thシングルのリミックスバージョン
12. SHŌDŌ（Dub’s club Remix Edit）- Coming Century
作詞・作曲：宮崎歩、編曲：Izumi“D.M.X”Miyazaki
  - 19thシングルの2曲目のリミックスバージョン
13. ねむい休日
作詞：Lucy E、作曲・編曲：上野浩司
14. キセキのはじまり（Original Version）
編曲：CHOKKAKU
  - 19thシングルの1曲目
15. N.S Latin Disco Edit
  1. CHANGE THE WORLD
  2. 愛のMelody
  3. キセキのはじまり
  4. SHŌDŌ - Coming Century

  - 17〜19thシングルのメドレー

初回限定盤のみ収録。